# Vabre-Tizac
Vabre-Tizac – miejscowość i dawna gmina we Francji, w regionie Oksytania, w departamencie Aveyron. W dniu 1 stycznia 2016 roku z połączenia trzech ówczesnych gmin – La Bastide-l’Évêque, Saint-Salvadou oraz Vabre-Tizac – powstała nowa gmina Le Bas Ségala. W 2013 roku populacja Vabre-Tizac wynosiła 447 mieszkańców.

## Zabytki
Zabytki posiadające status monument historique:
- krzyż Bleyssoles (fr. Croix de Bleyssoles)